# Congreso Universal de Esperanto de 2020
El 105º Congreso Universal de Esperanto (Universala Kongreso de Esperanto) se programó para el 1-8 de agosto de 2020 en Montreal (Canadá). La Asociación Canadiense de Esperanto (KEA) es quien envió la candidatura y la Sociedad de Esperanto de Quebec (ESK) es la asociación organizadora local del evento. La última vez que el Congreso Universal tuvo lugar en Canadá, fue en 1984 en Vancouver, y la primera vez, que el Congreso tuvo lugar en la parte oriental de América del Norte, fue en 1910 en Washington (Estados Unidos). 
El 11 de abril de 2020, debido a la pandemia causada por el SARS-CoV-2, el congreso fue postergado al 2022.

## Equipo organizador
El equipo central consta de seis locales:
- Normand Fleury, el presidente de la Sociedad de Esperanto de Quebec (CSA), que la UEA honró por su desempeño sobresaliente durante el solemne 102.º cierre del UK 2017 en Seúl, Corea del Sur, es el líder de LKK.
- Nicolas Viau, vicepresidente de ESK, también es vicepresidente de LKK.
- Joel Amis, el exdirector ejecutivo de la Fundación de Estudios Esperantic (ESF), es otro vicepresidente de la LKK, que también participará en las relaciones con el lugar del congreso.
- Garry Evans, economista profesional, es el cajero.
- Suzanne Roy, la oficial de excursiones
- Eugenia Amis, editora de La Riverego y ex editora de Kontakto, estará a cargo de las relaciones con los esperantistas y será responsable de la comunicación.

## Congreso internacional sobre esperanto y educación
La semana anterior (25 de julio-1 de agosto) se llevará a cabo el Congreso Internacional de Esperanto y Educación con ILEI en la ciudad de Quebec. 